# Crématorium du cimetière de l'Est

Le crématorium du cimetière de l'Est de Reims, est situé au 243 avenue Jean-Jaures dans le cimetière de l'Est à Reims en France. Il n'est plus en activité aujourd'hui mais était l'un des premiers crématoriums construits en France.

## Histoire
Il a été construit grâce au legs de Claude Goïot (1807-1892), architecte métreur, expert, conseiller municipal socialiste en 1884, qui légua à la Ville les sommes nécessaires à l’établissement du crématorium.
Il appartient à la toute première génération de crématoriums, avec ceux du Père-Lachaise, de Rouen, de Marseille, de Lyon et de Strasbourg.
Il a fonctionné de 1902 jusqu'en 1972.

## Architecture

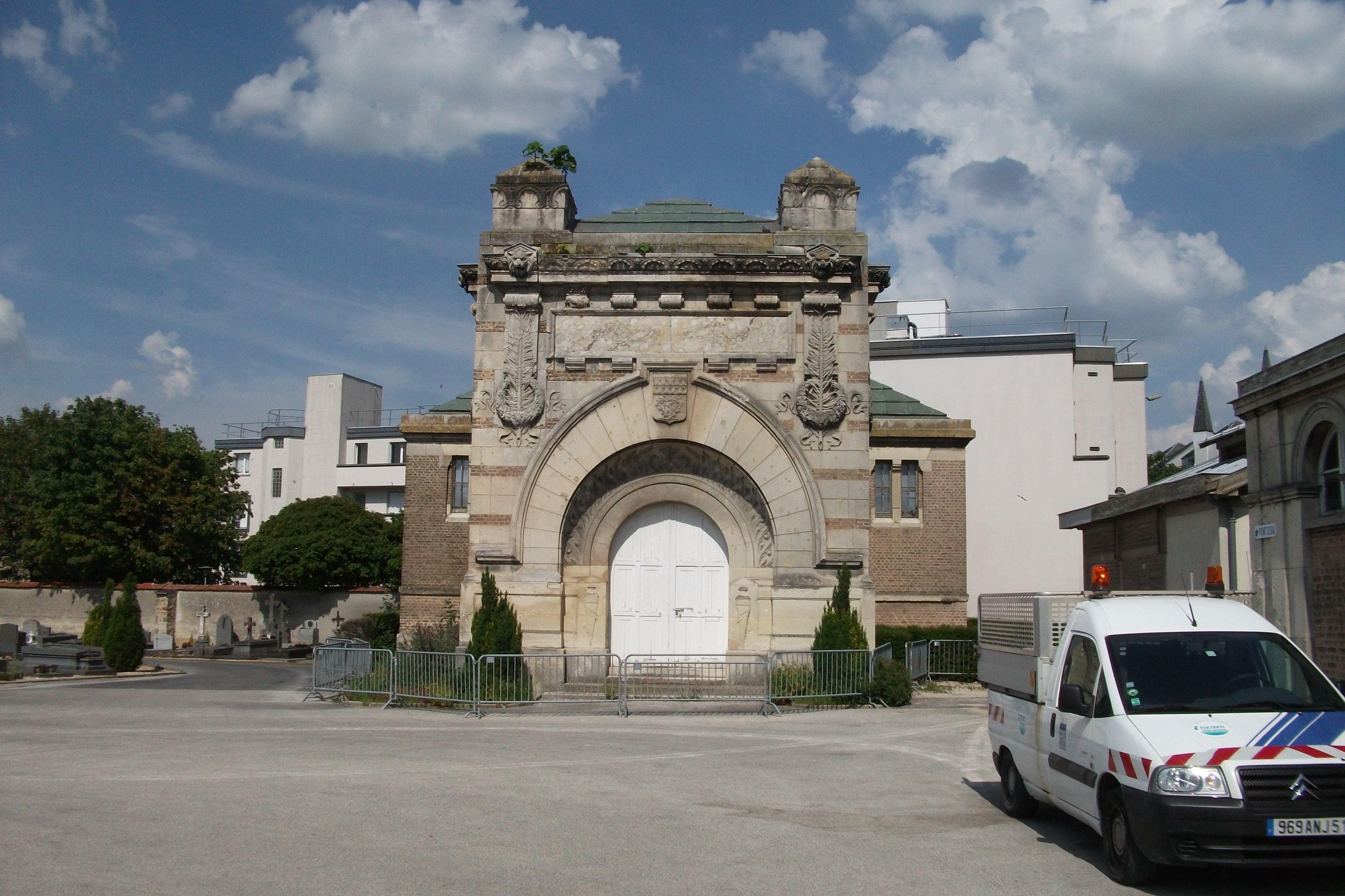
Sculptures de Joseph Wary.

L’ancien crématorium du cimetière de l'Est de Reims a été bâti en 1893, selon les plans de l’architecte Ernest Brunette.
Le conduit de cheminée n'existe plus.
Les sculptures du bâtiment ont été réalisées par le sculpteur Joseph Wary.